# Leucania roseorufa
Leucania roseorufa är en fjärilsart som beskrevs av Joannis 1928. Leucania roseorufa ingår i släktet Leucania och familjen nattflyn. Inga underarter finns listade i Catalogue of Life.